# Красилівська волость (Старокостянтинівський повіт)
Красилівська волость — історична адміністративно-територіальна одиниця Старокостянтинівського повіту Волинської губернії з центром у містечку Красилів.
Станом на 1886 рік складалася з 6 поселень, 6 сільських громад. Населення — 8266 осіб (3776 чоловічої статі та 4490 — жіночої), 870 дворових господарств.
|                     | Площа, десятин | У тому числі орної, дес. |
| ------------------- | -------------- | ------------------------ |
| Сільських громад    | 5037           | 4347                     |
| Приватної власності | 3167           | 1979                     |
| Іншої власності     | 3495           | 1386                     |
| Загалом             | 11699          | 7712                     |

Поселення волості:
- Красилів — колишнє власницьке містечко при річці Случ за 22 версти від повітового міста, 2609 осіб, 423 двори, 3 православні церкви, костел, католицька каплиця, синагога, 4 єврейські молитовні будинки, школа, 6 постоялих дворів, 13 постоялих будинків, торговельна баня, 62 лавки, цегельний, поташний, черепичний, 11 шкіряних, пивоварний, бурякоцукровий й костопальний заводи, 6 ярмарків на рік.
- Дубинська Волиця — колишнє власницьке село, 452 особи, 85 дворів, православна церква, постоялий будинок, вітряний млин, шкіряний і поташний заводи.
- Котюржинці — колишнє власницьке село при річці Бужок, 810 осіб, 119 дворів, православна церква, постоялий будинок, водяний і вітряний млин.
- Чепелівка  — колишнє власницьке село, 779 осіб, 113 дворів, православна церква, постоялий будинок, винокурний завод.
- Яворівці — колишнє власницьке село, 658 осіб, 100 дворів, православна церква, 2 вітряних млини.

- Баглайки
- Вереміївка
- Голенки
- Западинці
- Кобиллє
- Марківці
- Митинці
- Михайлівці
- Мовчани
- Мотрунки
- Пашутинці
- Писарівка
- Сушки

Станом на 1913 рік складалася з містечка та 13 поселень, 13 сільських громад. Населення зросло до 15 441 особа, 2369 дворових господарства, волосним старшиною був І. Кізюк.